# Alain Zimmermann
 (décembre 2021).
 (décembre 2021).
Alain Zimmermann (né en 1967) a été le directeur général de la manufacture de montres de luxe suisse Baume & Mercier (appartenant au groupe Richemont) de 2009 à 2018. Son expérience dans l'industrie du luxe s'étend sur une période de 20 ans, au cours de laquelle il a occupé des postes chez L'Oréal, Cartier et IWC. Il a quitté le groupe Richemont en 2019.

## Enfance et éducation
Alain Zimmermann est né en Alsace, en France, en 1967. Après avoir fait son collège et son lycée mariste (Lyon), il poursuit ses études dans la ville de Reims, à l’ESC, où il obtient un DESEM (Diplôme d'études supérieures européennes de management) en marketing en 1987. Il part ensuite étudier à l'université de Reutlingen en Allemagne, où il obtient en 1989 un diplôme d'administration des affaires, option marketing et logistique.

## Parcours professionnel

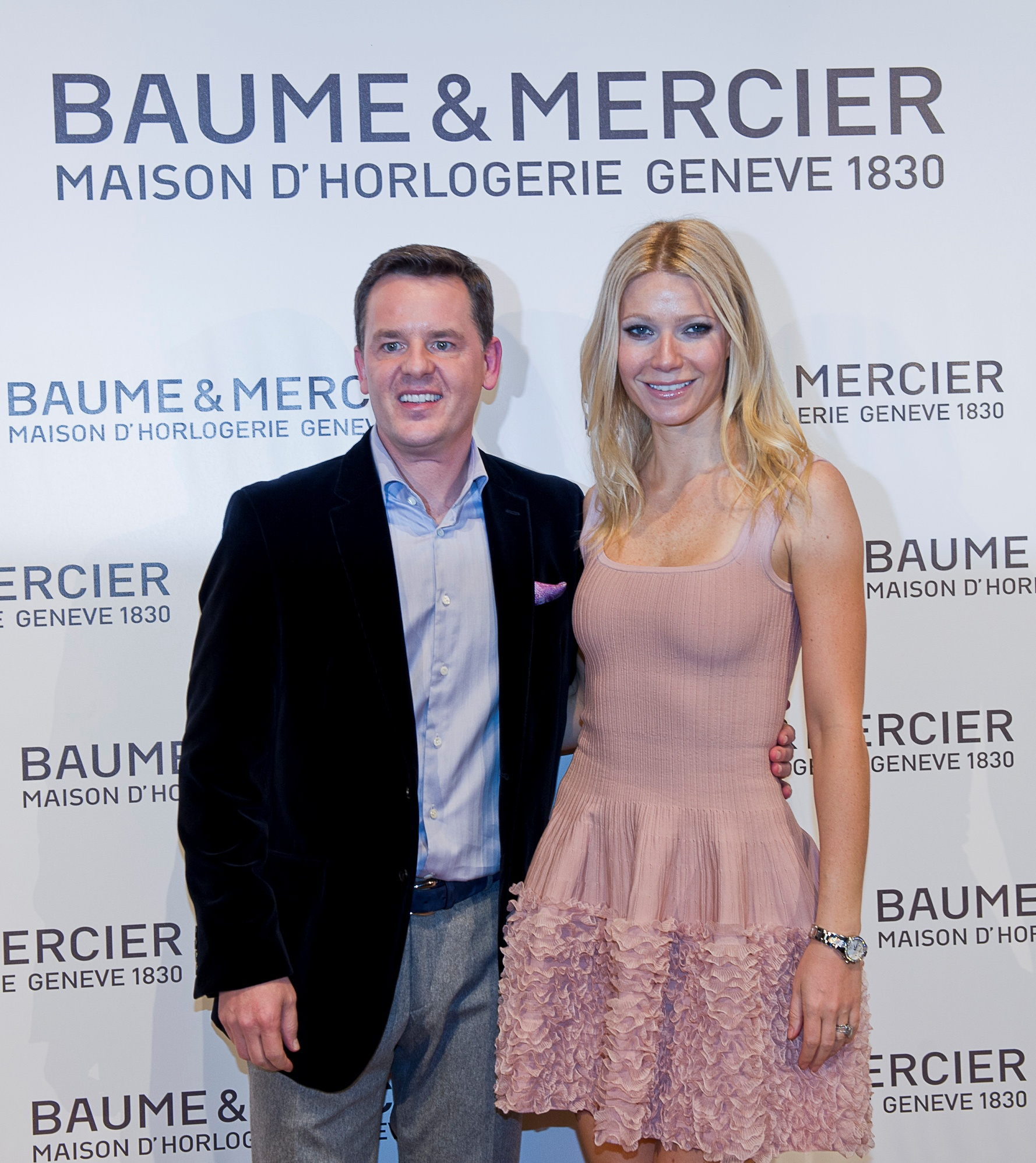
Alain Zimmermann avec Gwyneth Paltrow en 2012.

Zimmermann a commencé sa carrière chez L'Oréal, en Allemagne, en 1989. Après avoir commencé comme VSNE (Volontaire du service national en entreprise) dans l’entreprise, il reste chez L'Oréal jusqu'en 1995. C'est chez L'Oréal qu'il fait connaissance avec le monde des produits de luxe, en s'occupant de la commercialisation de leurs plus grands parfums, tels que Paloma Picasso, Armani et Ralph Lauren.
En 1995, en Allemagne, Zimmermann rejoint la célèbre marque de bijoux et de montres Cartier. Quatre ans plus tard, il est transféré de Munich à Paris, pour y occuper le poste de directeur du développement international de la gamme de parfums Cartier.
En 2002, Zimmermann entre chez IWC, l'horloger de luxe de Schaffhouse. [non neutre] Sans se laisser impressionner par cette première incursion dans le monde de la haute horlogerie, Alain Zimmerman apprend rapidement ce qu'il devait connaître de la fabrication des montres haut de gamme grâce au savoir et à la passion des experts qui l'entouraient. Il reste presque cinq ans chez IWC, où il occupe différents postes au département ventes & marketing.
2006 voit le passage de Zimmermann à la banque privée Julius Baer à Zurich, en Suisse. Il y occupe le poste de directeur général du marketing et de la communication pendant trois ans, avant de retourner chez IWC en tant que directeur Marketing.
Puis, en 2009, Alain Zimmermann rejoint le fabricant de montres de luxe Baume & Mercier basé en Suisse en tant que directeur général.

## Vie privée
Alain Zimmermann vit avec sa femme et ses deux enfants en Suisse, où il s'adonne à ses passions que sont, entre autres, le ski et la photographie.

### Interviews
- "Baume & Mercier - La revitalisation intégrale" (Worldtempus, 14 février 2012)
- "Interview: Richemont's Baume & Mercier Nears Break Even" (Dow Jones Newswires, 17 janvier 2012)
- "Baume & Mercier - Recaptures Life’s Moments" (Worldtempus, 26 janvier 2011)

### Vidéo
- "CEO of Baume & Mercier Alain Zimmermann Talks About 2012 Collection" (Watchmatchmaker.com, 26 janvier 2012)
- "Watchmaker sets sights on the future" (CNN interview, 17 janvier 2012)
- "Baume & Mercier - New Brand Positioning with Alain Zimmermann" (Thewatches.tv, 2012)